# مزرعة نظاميان (علي جمال)
مزرعة نظامیان (بالإنجليزية: Mazraeh-ye Nazamian)‏ هي مستوطنة تقع في إيران في قسم علي جمال الريفي.